# 任偉業
任偉業（？—？），字拙生，陕西西安府耀州人，明末清初官员。

## 生平
崇祯九年（1636年）丙子科陕西乡试舉人，十三年（1640年）庚辰科進士，吏部观政，本年八月授鉅鹿縣知县。